# Мунье, Жан-Жак
Жан-Жак Мунье́ (фр. Jean-Jacques Mounier; 12 июня 1949, Лиссабон) — французский дзюдоист лёгкой весовой категории, выступал за сборную Франции в конце 1960-х — середине 1970-х годов. Бронзовый призёр летних Олимпийских игр в Мюнхене, трёхкратный чемпион Европы, победитель многих турниров национального и международного значения.

## Биография
Жан-Жак Мунье родился 12 июня 1949 года в Лиссабоне. Активно заниматься дзюдо начал с раннего детства, проходил подготовку в коммуне 
Вильмомбль в пригороде Парижа в местном клубе дзюдо Raincy Villemomble.
Первого серьёзного успеха на взрослом международном уровне добился в 1969 году, когда попал в основной состав французской национальной сборной и побывал на чемпионате Европы в бельгийском Остенде, откуда привёз награду бронзового достоинства, выигранную в лёгкой весовой категории. Год спустя одержал победу на европейском первенстве в Восточном Берлине, в том числе победил в финале титулованного советского борца Сергея Суслина. Ещё через год на аналогичных соревнованиях в шведском Гётеборге вновь был лучшим, на сей раз в решающем поединке взял верх над другим представителем СССР Шенгели Пицхелаури.
В 1972 году Мунье в третий раз подряд стал чемпионом Европы, на соревнованиях в голландском Ворбурге он одолел всех своих соперников в лёгкой весовой категории, в частности в финале вновь победил Сергея Суслина. Кроме того, получил здесь серебро в командной дисциплине. Благодаря череде удачных выступлений удостоился права защищать честь страны на летних Олимпийских играх в Мюнхене — единственное поражение потерпел здесь от монгольского дзюдоиста Бахвайн Буядаа на стадии полуфиналов и завоевал таким образом бронзовую олимпийскую медаль (впоследствии монгол был дисквалифицирован за нарушение антидопинговых правил, и его результаты на Олимпийских играх аннулировали, хотя бронзовую медаль Мунье при этом не поменяли на серебряную).
После мюнхенской Олимпиады Жан-Жак Мунье остался в основном составе французской национальной сборной и продолжил принимать участие в крупнейших международных турнирах. Так, в 1973 году он выступил на чемпионате мира в Лозанне, где занял в зачёте лёгкого веса пятое место, а также выиграл серебряную медаль в командной дисциплине на европейском первенстве в Мадриде. Неоднократно становился чемпионом и призёром французских национальных первенств. Последний раз показал сколько-нибудь значимый результат на международной арене в сезоне 1977 года, когда получил серебряную награду на турнире Большого шлема в Париже. Вскоре по окончании этих соревнований принял решение завершить карьеру профессионального спортсмена, уступив место в сборной молодым французским дзюдоистам.